# Nissan Terrano II
El Nissan Terrano II és un vehicle tot terreny amb transmissió integral a les 4 rodes, també és conegut com a Nissan Mistral al Japó. Desenvolupat amb la col·laboració de Ford (que el va anomenar com a Ford Maverick), va ser introduït al mercat l'any 1993 per a substituir el Nissan Terrano. Disponible en dues carrosseries: 3 portes o 5 portes. L'any 2006 es va deixar de fabricar en l'any 2006, encara que el Ford Maverick ho va fer abans el 1998, ja que mai va aconseguir l'èxit de vendes que va tenir Nissan. Els dos models van ser fabricats a Barcelona en la Planta de Nissan Motor Ibérica a la Zona Franca.

## Terrano actual
L'any 2013 l'aliança Renault-Nissan va decidir de tornar a fabricar el Terrano, aquest cop per a la companyia Romanesa Dacia, basat en el Dacia Duster, la renovació del Terrano compta amb detalls d'alta qualitat respecte al model anterior, gràcies a un capó redissenyat, una calandra davantera que segueix la línia Nissan, llantes amb un nou disseny, i la il·luminació exterior tant davantera com posterior més grans i actualitzats. A més els para-cops davanters i posteriors també han sofert un redisseny. Aquest nou Terrano està disponible amb els motors de benzina d'1,6 litres o dièsel de 1,5 litres dCi.